# Kanton Buis-les-Baronnies
Der Kanton Buis-les-Baronnies war bis 2015 ein französischer Wahlkreis im Arrondissement Nyons, im Département Drôme und in der Region Rhône-Alpes; sein Hauptort war Buis-les-Baronnies.
Der Kanton Buis-les-Baronnies umfasste 21 Gemeinden und hatte 5727 Einwohner (Stand 1. Januar 2012). Die Fläche betrug 300,69 km².

## Gemeinden
| Gemeinde                       | Einwohner | Fläche in ha |
| ------------------------------ | --------- | ------------ |
| Beauvoisin                     | 93        | 890          |
| Bellecombe-Tarendol            | 75        | 1348         |
| Bénivay-Ollon                  | 57        | 903          |
| Bésignan                       | 69        | 894          |
| Buis-les-Baronnies (chef-lieu) | 2226      | 3374         |
| Eygaliers                      | 103       | 800          |
| La Penne-sur-l’Ouvèze          | 88        | 732          |
| La Roche-sur-le-Buis           | 287       | 2772         |
| La Rochette-du-Buis            | 68        | 1106         |
| Le Poët-en-Percip              | 17        | 607          |
| Mérindol-les-Oliviers          | 201       | 923          |
| Mollans-sur-Ouvèze             | 840       | 1996         |
| Pierrelongue                   | 127       | 513          |
| Plaisians                      | 175       | 2964         |
| Propiac                        | 78        | 1115         |
| Rioms                          | 22        | 939          |
| Rochebrune                     | 45        | 1615         |
| Saint-Auban-sur-l’Ouvèze       | 188       | 1655         |
| Sainte-Euphémie-sur-Ouvèze     | 71        | 1128         |
| Saint-Sauveur-Gouvernet        | 203       | 1932         |
| Vercoiran                      | 115       | 1995         |